# Бой у Вергунки
Бой у Вергунки - бой между красногвардейскими отрядами и донскими казаками во время обороны Луганска 13 декабря 1918 года.
После отступления немецких частей с Луганска с востока на замену им шли донские части Краснова. Луганчане заняли позицию у села Большая Вергунка. Казаки заняли позиции в лесу на против села. Производя перегруппировки под прикрытием леса, они делали частые налеты на позиции красноармейцев. При таком положении их было трудно выбить из леса. Тогда командование красногвардейцев  решило выманить их на открытое место при помощи ложного отступления. Ночью выставили батарею на закрытую позицию, подготовили пулеметы, а с утра начали отход к селу на виду у противника.
Вскоре из леса показалась пешая цепь казаков. Красные намеренно поддерживали только редкий ружейный огонь. Белые приняли  демонстрацию луганцев  за слабость, двинули вперед пешую цепь, а затем и конную часть, которая с обнаженными шашками бросились преследовать луганцев, отходивших к селу Вергунки в полном боевом порядке.
Как только противник вышел на открытую местность, грянула батарея расположенная западнее села, за ней открыли огонь из пулеметов и винтовок. Понеся большие потери донцы отступили к лесу, и на долгое время прекратили операции на этом участке.